# Le Front russe
Le Front russe est un roman de Jean-Claude Lalumière, publié en 2010 aux éditions Le Dilettante,,,,. En 2011, il obtient prix Jeune Mousquetaire du premier roman,.

## Résumé
«On vous envoie sur le front russe ! C'est vache pour un nouveau.»
Le grain de sable, on croit le connaître, mais il peut prendre bien des aspects. Celui qui vient soudainement gripper la carrière de fonctionnaire diplomatique, benoîte et prévisible, du héros du Front russe, formé à l'exotisme par une lecture méticuleuse des magazines Géo offerts par son oncle, adopte celle d'un attaché-case. Grande chose noire et anguleuse, cadeau de maman. À l'heure de l'entrée en fonctions, un chef de service bute dedans et s'étale au sol. En découle une bosse au front pour le responsable des affectations et une mutation sèche pour le héros affecté malgré lui, aux confins de l'empire, sur le front russe, service voué aux pays en voie de création - section Europe de l'Est et Sibérie. 
Loin des locaux prestigieux du Quai d'Orsay, il est relégué ans un bureau situé dans les nouveaux quartiers du XIIIème, juste derrière la gare d'Austerlitz. Enfermé dans un obscur service, il s'enfonce dans un quotidien croquignolesque. De cette base opérationnelle, notre homme va répondre à une rare vocation de gaffeur lunaire et de planificateur de catastrophes, plus désopilantes les unes que les autres, qui renforceront son exil sur le front russe, entre Boutinot, le chef de service, vieille baderne militaire, Aline, fugace maîtresse rivée aux magazines féminins et quelques collègues improbables, Philippe le maniaque du classement, Marc aux tee-shirts souvenirs de vacancier globe-trotter mais qui, en fait, n'a jamais quitté Paris. 
Notre homme, frustré dans son désir d'horizons et de voyages lointains («J'avais l'impression d'être loin sans être ailleurs»), se résignera à ce bout de quai qu'est sa carrière de fonctionnaire («Je vis et il ne se passe rien»). 
Mot de la fin, signé du même : «L'histoire d'une vie, c'est toujours l'histoire d'un échec».

## Éditions
- Le Front russe, Le Dilettante, 2010, 252 p.  (ISBN 978-2842631925)
  - rééd. Le Livre de poche, 2012, 209 p.  (ISBN 978-2253160113)
  - rééd. France Loisirs, 2011, 276 p.  (ISBN 978-2298044331)
  - trad. en espagnol par Paula Cifuentes, Libros del Asteroide, 2011, 192 p.  (ISBN 978-8492663385)